# 化工駅 (北京市)
化工駅（かこう-えき）は中華人民共和国北京市朝陽区に位置する北京地下鉄7号線の駅である。2014年12月28日に開業した。

## 駅構造

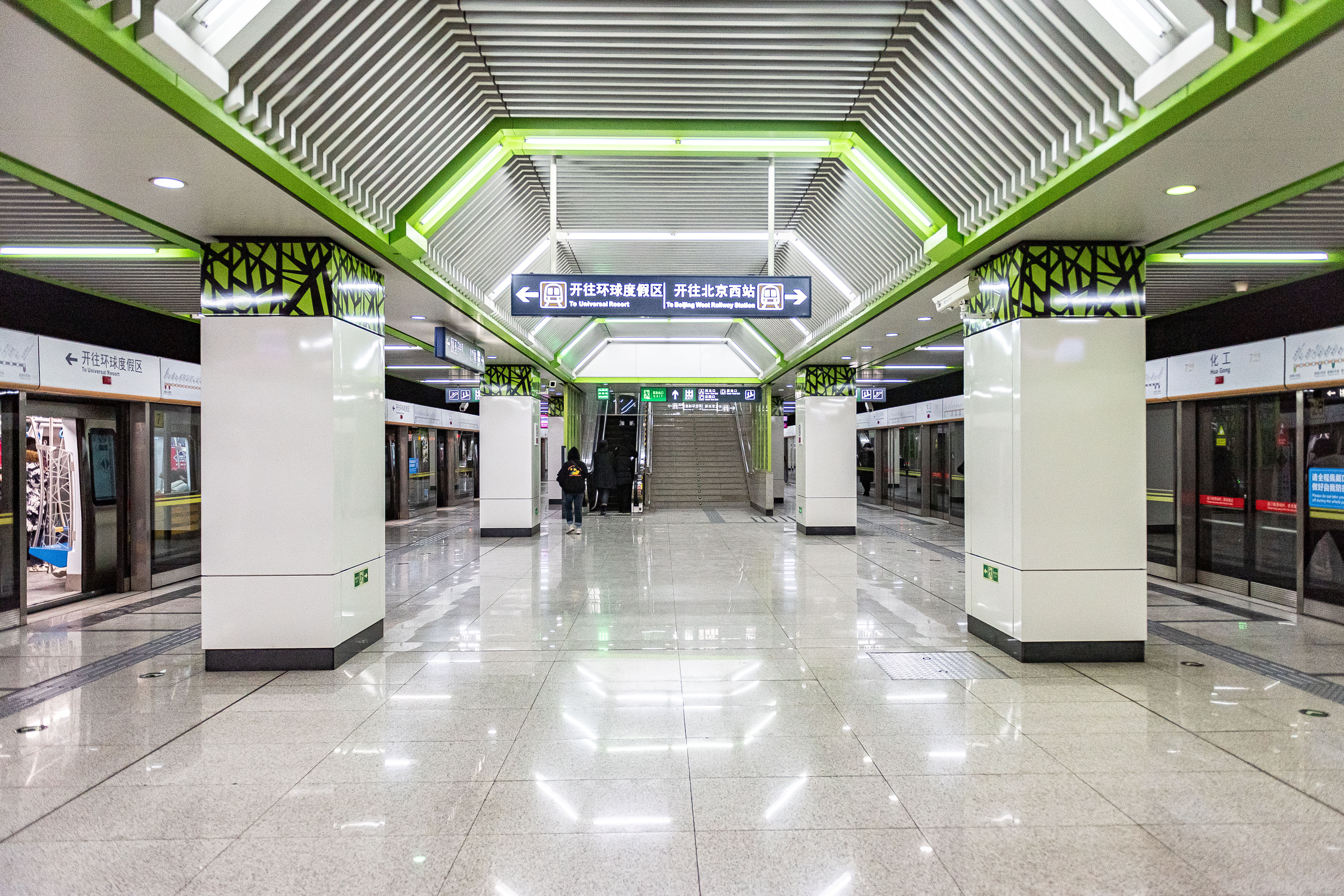
ホーム

島式ホーム1面2線の地下駅である。

## 歴史
- 2014年12月28日 - 7号線が開業。

## 隣の駅
北京地下鉄
■7号線
百子湾駅 - 化工駅 - 南楼梓荘駅
座標: 北緯39度53分02秒 東経116度29分51秒 / 北緯39.884度 東経116.4975度